# Centre Escolar Catalanista
El Centre Escolar Catalanista fue una entidad catalanista fundada en 1886 —durante la Regencia de María Cristina de Habsburgo-Lorena— por un grupo de estudiantes universitarios, entre los que se encontraban algunos de los futuros líderes del nacionalismo catalán de principios del siglo XX: Enric Prat de la Riba, Francesc Cambó y Josep Puig i Cadafalch. En 1887 se integró en la Lliga de Catalunya, una organización catalanista escindida del Centre Català de Valentí Almirall y formó parte de la Unió Catalanista que en 1892 aprobó las Bases de Manresa, acta de nacimiento del nacionalismo catalán, al menos el de carácter conservador.

## Historia
En 1882 Valentí Almirall rompió con el Partido Republicano Democrático Federal de Pi y Margall y fundó el Centre Català, la primera entidad catalanista claramente reivindicativa, aunque no se planteó como partido político sino como una organización de difusión del catalanismo y de presión sobre el gobierno. En 1886, Almirall publicó su obra fundamental Lo catalanisme, que constituyó la primera formulación coherente y amplia del «regionalismo» catalán y tuvo un notable impacto —décadas después Almirall sería considerado como el fundador del catalanismo político—.
El mismo año de la publicación de Lo Catalanisme un grupo de estudiantes universitarios fundó el Centre Escolar Catalanista entre los que se encontraban algunos de los futuros dirigentes del nacionalismo catalán: Enric Prat de la Riba, Francesc Cambó y Josep Puig i Cadafalch. Precisamente durante esos años ochenta fue cuando comenzó la difusión de los símbolos del catalanismo, la mayoría de los cuales no tuvieron que ser inventados, sino que ya existían previamente a su nacionalización: la bandera —les quatre barres de sang, 1880—, el himno —Els Segadors, 1882—, el día de la patria —l'11 de setembre, 1886—, la danza nacional —la sardana, 1892—, los dos patronos de Cataluña —Sant Jordi, 1885, y la Virgen de Montserrat, 1881—.
Poco después de su fundación, el Centre Escolar Catalanista se integró en la Lliga de Catalunya, una organización surgida en noviembre de 1887 como resultado de la salida del Centre Català de su corriente más catalanista y conservadora aglutinada en torno al diario La Renaixensa. A partir de entonces la hegemonía catalanista la ostentó la Lliga que en el transcurso de los Jocs Florals de 1888 presentó un memorial de agravios a la reina regente.
En 1891 la Lliga propuso la formación de la Unió Catalanista que enseguida obtuvo el apoyo de entidades y periódicos catalanistas, y celebró en marzo de 1892 su primera asamblea en Manresa, donde se aprobaron las Bases per a la Constitució Regional Catalana, más conocidas como las Bases de Manresa, que se suelen considerar como el «acta de nacimiento del catalanismo político, cuando a lo sumo lo son del conservador».